# Tolbačik
Tolbačik (rusky Толбачик) je masivní, 3 682 m vysoká, převážně čedičová štítová sopka, nacházející se poloostrově Kamčatka na jižním okraji vulkanické skupiny masivu Ključevské sopky. Masiv vulkánu tvoří dvě překrývající se centra – mladší Ploskij Tolbačik a starší Ostryj Tolbačik. Ploskij Tolbačik je ukončen kalderou s průměrem 3 km, která vznikla přibližně před 6 500 lety. Riftové zóny táhnoucí se severovýchodně, resp. jihozápadně od vrcholu sopky, byly místem několika erupcí během holocénu. 

## Aktivita
Sopeční aktivita této hory je známa již po tisíce let, avšak zjevně nejvýznamnější erupce se odehrávala v letech 1975 – 1976, která je známá také jako "The Great Tolbachik Fissure Eruption". Erupci předcházely zemětřesné roje, které dokázaly zaznamenat vědci z Ruského institutu vulkanologie a správně tak předpověděli budoucí erupci. Následkem erupce vzniklo několik sypaných kuželů a v poměru k množství vyvržené lávy lze říct, že tato erupce byla vůbec největší erupcí hornin čedičového složení na Kamčatce.
27. listopadu 2012 ze dvou puklin započala další, strombolská erupce. Zejména čedičová láva se dokáže pohybovat relativně rychle, což je také důvod, proč byly v průběhu této erupce zničeny budovy v dosahu 4 kilometrů od epicentra erupce. Láva byla z aktivních puklin vyvrhována po déle než měsíc, přičemž láva vytékající na jižním úbočí hory ze soustavy puklin se dostala až 20 kilometrů od svého zřídla. Tento satelitní snímek pořízený 22. prosince 2012 jasně zobrazuje pohyb lávy. Dle zprávy vydané skupinou kontrolující vulkanickou aktivitu na Kamčatce Kamchatka Volcanic Resoponse Team (KVERT) erupce pominula 15. září 2013. Následkem této erupce vzniklo několik lávových jeskyní.

## Mineralogické složení
Tolbačik je bohatý na exotické minerály, které je možné díky zdejším furmarolám možné identifikovat. K září 2017 zde bylo objeveno a popsáno 100 nových minerálů, mezi které patří například alarsit nebo tolbačit.

## Galerie

Ostryj Tolbačik (nalevo) a Ploskij Tolbačik (vpravo) při pohledu od jihojihozápadu, 26. červenec 2015

360° panorama na vrchu sypaného kužele vzniklého po erupci z roku 1975. Vrchol Ostryj Tolbačik je možné vidět v mracích napravo.

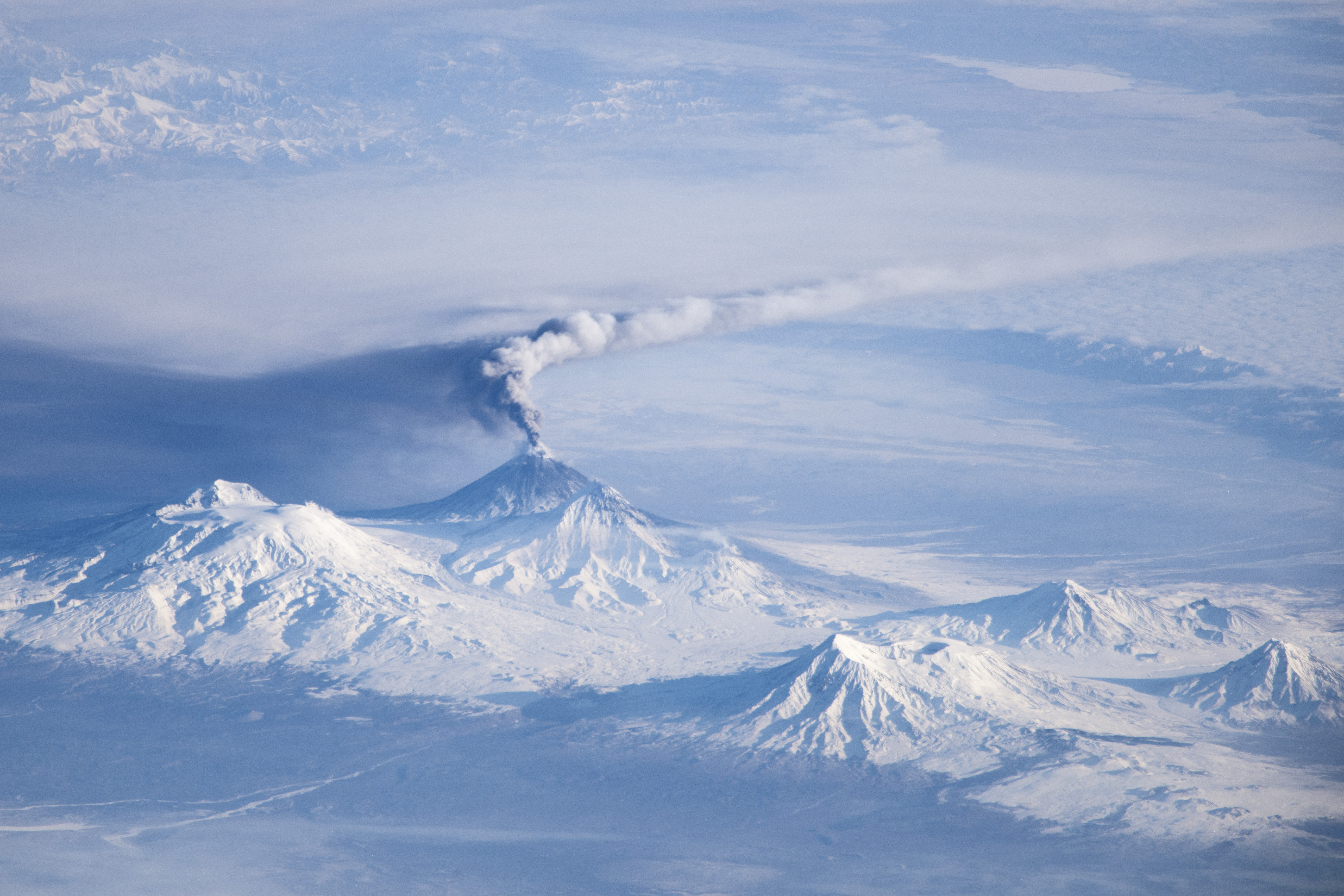
Tolbačik (třetí zprava) společně s horou Ključevskaja soptící v pozadí. Mezi okolní vulkanické vrcholy patří Ushkovsky, Bezymianny, Zimina a Udina. Tento snímek byl pořízen 16. listopadu 2013 z ISS.